# Vincentski kreolski engleski
Vincentski kreolski engleski (vincy twang; ISO 639-3: svc), kreolski jezik kojim govori 138 000 ljudi (Holm 1989) na otocima Svetog Vincenta i Grenadina u Karibima. Službenog statusa nema, nego je to engleski jezik kojim se tui služi oko 400 ljudi u Kingstownu

## Vanjske poveznice
- Ethnologue (14th)
- Ethnologue (15th)